# Суперкупа на УЕФА 2020
Суперкупата на УЕФА 2020 е 45-ото издание на Суперкупата на УЕФА, ежегоден футболен мач между шампионите на двата главни европейски клубни турнири – Шампионската лига и Лига Европа. Двубоят противопоставя отборите на Байерн Мюнхен, носител на Шампионската лига и Севиля, спечелил Лига Европа. Мачът ще се проведе в Будапеща, Унгария на 24 септември 2020 .

## Отборите
| Отбор         | Начин на класиране               | Предишни участия (с удебелен шрифт са победите) |
| ------------- | -------------------------------- | ----------------------------------------------- |
| Байерн Мюнхен | Спечелил Шампионска лига 2019/20 | 1975, 1976, 2001, 2013                          |
| Севиля        | Спечелил Лига Европа 2019/20     | 2006, 2007, 2014, 2015, 2016                    |

## Място на провеждане
Мачът първоначално трябваше да се изиграе на 12 август 2020 г. на стадион Ещадио до Драгао в Порто , но поради пандемията от коронавирус, на 17 юни 2020 УЕФА взе решение мачът да се изгирае на стадион Ференц Пушкаш на 24 септември 2020.

### Детайли
| 24 септември 2020 22:00 |

| Байерн Мюнхен | 2:1    | Севиля |
| ------------- | ------ | ------ |
|               | Доклад |        |

| Ференц Пушкаш, Будапеща |